# Estación Porvenir (Uruguay)
Estación Porvenir es una localidad uruguaya del departamento de Paysandú, y forma parte del municipio de Porvenir.

## Ubicación
La localidad se encuentra situada en la zona suroeste del departamento de Paysandú, sobre la cuchilla del Rabón, al sur del arroyo San Francisco Grande, y sobre la ruta 90, 23 km al este de la ciudad de Paysandú.

## Población
Según el censo de 2011 la localidad contaba con una población de 137 habitantes.
| 1996       | 2004 | 2011 |
| ---------- | ---- | ---- |
| --         | 190  | 137  |
| Fuente:INE |      |      |